# Скулин
Ску́лин — село в Україні, у Колодяжненській сільській громаді Ковельського району Волинської області. Населення становить 943 особи.
До 8 жовтня 2016 року — центр Скулинської сільської ради.
У селі Скулин є дерев'яна церква Іоанна Богослова 1878 року.
Є сільськогосподарська ферма, де розводять страусів, павичів, цесарок.
За 8 км на північний захід від села розташований ландшафтний заказник загальнодержавного значення «Нечимне», а також озеро Нечимне. Неподалік від села розташовані ландшафтний заказник місцевого значення «Скулинський» і гідрологічний заказник місцевого значення «Соминський».
При Скулинській загальноосвітній школі вже багато років діє шкільне лісництво, яке неодноразово займало призові місця на Всеукраїнських конкурсах.

## Історія

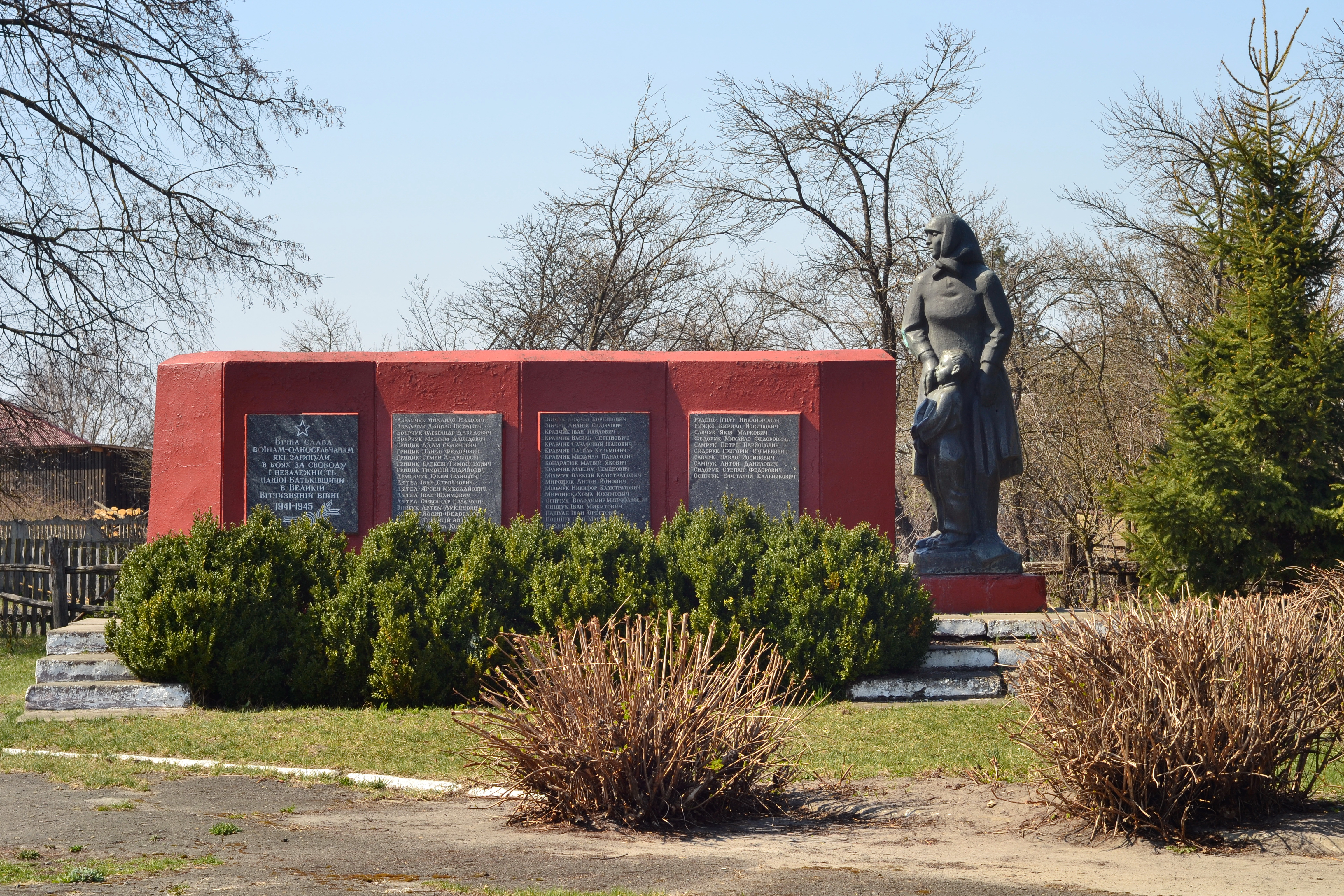
Пам'ятник землякам

У 1906 році — село Несухоїзької волості Ковельського повіту Волинської губернії. Відстань від повітового міста 18 верст, від волості 10. Дворів 187, мешканців 1253.

## Населення
Згідно з переписом УРСР 1989 року чисельність наявного населення села становила 1004 особи, з яких 449 чоловіків та 555 жінок.
За переписом населення України 2001 року в селі мешкали 923 особи.

### Мова
Розподіл населення за рідною мовою за даними перепису 2001 року:
| Мова       | Кількість | Відсоток |
| ---------- | --------- | -------- |
| українська | 938       | 99.47%   |
| російська  | 5         | 0.53%    |
| Усього     | 943       | 100%     |

## Культура

### Релігія
Адвентисти сьомого дня - громада нараховує 17 вірян.

## Відомі люди
- Зелена Ганна Йонівна (1927—2023) — зв'язкова УПА, учасниця Норильського повстання, багатолітній в'язень сталінських таборів.
- Михалевич Опанас Іванович (1848—1945) — український лікар та громадський діяч.